# Macrostemum erichsoni
Macrostemum erichsoni är en nattsländeart som först beskrevs av Banks 1920.  Macrostemum erichsoni ingår i släktet Macrostemum och familjen ryssjenattsländor. Inga underarter finns listade i Catalogue of Life.

## Bildgalleri

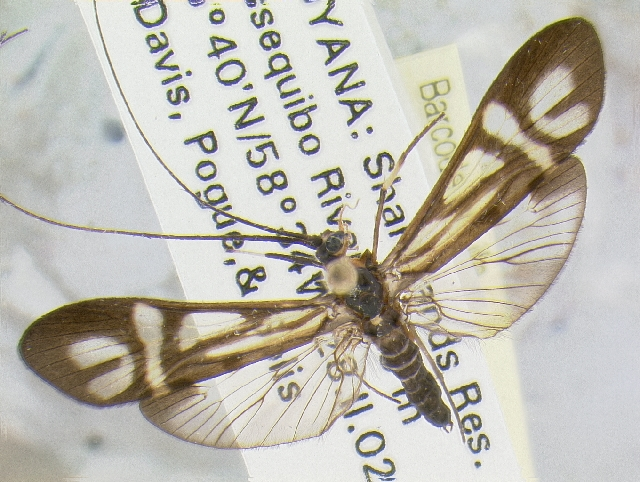